# 殘酷人生
《殘酷人生》（義大利語：Addio Zio Tom）是一部1971年的義大利殘酷紀錄片，由瓜爾蒂耶羅·亞科佩蒂和佛朗哥·普羅斯佩里聯合導演及編劇，里兹·欧特拉尼配樂。這部電影取材自真實事件，製片人探索了內戰前的美國，利用当时的文献资料以生動的細節審視了奴隸制下非洲人所面臨的種族主義意識形態和有辱人格的處境。由於使用了公開記錄中的已發表文件和材料，因此被归类為紀錄片，不过所有鏡頭都是由演員重新上演的。

## 制作
這部電影主要在海地拍攝，導演亞科佩蒂和普羅斯佩里受到海地獨裁者弗朗索瓦·杜瓦利埃的款待。杜瓦利埃為製片人提供支持，為他們提供外交用車、在島上任何地方拍攝的許可、盡可能多的臨時演員，甚至每週與杜瓦利埃本人共進晚餐。數百名海地群眾演員参演了影片對奴隸殘酷對待的各種描绘，還有白人演員（包括哈里特·比彻·斯托）扮演歷史人物。
某些場景也在美國密西西比州、路易斯安那州和佛罗里达州拍攝。

## 发行
該片在義大利被沒收，隔年（1972年）以删减版本重新發行，片名为“Zio Tom”。
在法國，這部電影以“Les Négriers”的名字發行，在德國以“Addio, Onkel Tom!”的名字發行。

## 其他版本
《殘酷人生》的導演剪輯版將奴隸制的恐怖與以埃爾德里奇·克里佛、阿米里·巴拉卡、士督利·卡米高等人為代表的黑人力量運動的興起進行了比較。影片以一名身份不明的男子幻想重现威廉·斯泰倫的《奈特·杜納的自白》结尾。这名男子想象了奈特·杜納在当下的反抗，包括他身边的白人惨遭杀害，这些白人取代了杜納在斯泰倫的小说中提到的人物，而这名身份不明的读者则猜测杜納的动机以及改变他所反抗的环境的最终效果。美國發行商認為此類場景太過煽動，迫使亞科佩蒂和普羅斯佩里刪除了超過十三分鐘的、明確涉及美國和其他英語國家觀眾種族政治的鏡頭。

## 反响
尽管导演亞科佩蒂和普羅斯佩里声称该片没有种族歧视，但该片仍经常被批评为种族主义影片。罗杰·埃伯特在1972年对美国删减版的评论中断言，导演们“偽裝成紀錄片，對斯文做出了最令人厭惡、最輕蔑的侮辱”。他还称该片为“残酷的剥削”，认为导演们让扮演奴隶的海地临时演员出演影片中描绘的极端非人化的情景，贬低了这些临时演员的人格。吉恩·西斯克爾將這部電影列為他在1972年看過的最噁心電影的年終名單中排名第二（僅次於《魔屋》）。影評人保琳·凱爾稱這部電影是「最具體、最狂熱的種族戰爭煽動」。
导演们否認種族歧視的指控；在2003年的紀錄片《摩多教父》（Godfathers of Mondo）中，他們特別指出，製作《殘酷人生》的目的之一是“製作一部明顯反種族主義的新電影”，以回應埃伯特等人對他們上一部電影《殘酷世界》中存在種族主義的批評。
這部電影在商業上是失敗的。目前，影片被認為是邪典电影。
義大利影評人馬可·朱斯蒂稱其“還不錯”，並記得眾多的裸體場景“在當時取得了一定的效果”。

## 配乐
這部電影由義大利作曲家里兹·欧特拉尼配樂，以卡蒂娜·拉涅里演唱的主題曲“Oh My Love”而聞名，後來該主題曲被用於電影《亡命驾驶》（2011年）的配樂中。之前欧特拉尼还與導演亞科佩蒂和普羅斯佩里合作过電影《非人生活》和《殘酷世界》。